# Гароафа
 Тази статия е за селото в Румъния.  За общината вижте Гароафа (община).  
Гароафа (на румънски: Garoafa) е село в източна Румъния, административен център на община Гароафа в окръг Вранча. Населението му е около 853 души.
Разположено е на 63 m надморска височина в най-северната част на Долнодунавската равнина, на десния бряг на река Путна и на 10 km северно от град Фокшани. Селото е част от историческата област Молдова.